# Zverinac
Koordinati:   44°09′55″N, 15°55′00″E
Zverinac je otok v Zadarskem arhipelagu (Hrvaška).

## Geografija
Leži med otokoma Tun Veli in severno obalo Dugega otoka. Otok ima površino 4,17 km², dolg je 5,8 in širok do 1,1 km, dolžina obale meri 14,274 km. Najvišji vrh otoka je 111 mnm visok Klis. 
Severozahodna obala je slabo razčlenjena, medtem ko je jugozahdna bolj členovita. Tu ležita dva večja zaliva: Zverinac in Kablin. Otok je porasel z makijo. Edino naselje leži na jugozahodni obali.

## Prebivalstvo
V edinem zaselku (Zverinac) stalno živi 58 prebivalcev (popis 2001).

## Gospodarstvo
Poleg turizma (najem turističnih sob in apartmajev) se prebivalci ukvarja jo še z ribolovom in oljarstvom.

## Zgodovina
Otok se prvič omenja leta 1421 pod imenom Suiran in je bil last Zadarskih plemiških družin. V zaselku Zverinac stoji baročna palača družine Fanfogna iz 1746. V zalivu Porpišće so našli ostanke iz rimske dobe: mozaiki, ostanki zidov rimskih hiš. Iz kasnejšega obdobja so ohranjeni temelji predromanske cerkvene ladje, t. i. Grške cerkve.